# غلظت جرمی
غلظت جرمی(به انگلیسی: Mass concentration) واحدی برای اندازه‌گیری غلظت محلول ها در علم شیمی و علوم وابسته است که به صورت جرم ماده حل شده در حجم محلول تعریف می‌شود.این کمیت برای مواد خالص برابر با همان دانسیته است.
{\displaystyle \rho _{i}={\frac {m_{i}}{V}}.}